# 松田辰也
松田 辰也（まつだ たつや、1965年10月17日 - ）は、日本の男性俳優、声優。東京都出身。フリー（ムーブマンと業務提携）。

## 来歴
当初はグループこまどりに所属し、小学3年生の頃から子役として活動。学校を休む時間が他の仕事に比べて少なかったことからテレビのCMに出演していた。その後、声優としての活動を始める。
1990年代以降は声優業を引退していたが、様々な情報を駆使して松田とコンタクトを取ったサンライズからのオファーを受け、2014年8月16日開催のイベント「魔動王グランゾート 25周年『ラビルーナ同窓会』」に出演した。その後はムーブマンと業務提携を行っている。

## 人物
同時期の若手声優の一人である松野達也（後の松野太紀）と声質も名前も似ていることから間違えられることもあった。ラジオ番組『アニメトピア』においては田中真弓がそれをネタに振り、松野が松田のものまねを披露していた。
『伝説巨神イデオン』でアフタ・デクを演じた際、当時思春期の少年だったためテレビシリーズの中盤あたりから変声期が訪れ、劇場版収録時には大人びた声に成長している。
趣味は物マネ、テニス。

## 出演
太字はメインキャラクター。

### テレビドラマ
- 伝七捕物帳 110話「父と呼ばれて15年」（1976、NTV）
- 3年B組金八先生（1979年）
- 陽あたり良好!（1982年、相戸誠）
- 噂のポテトボーイ（1983年、おなべ君）

### 映画
- 四年三組のはた（1976年）
- 聖職の碑（1978年、小平芳蔵）

### 舞台
- 東宝現代劇
  - 家族（次男）
  - 続・家族（次男）
  - かえる屋（丁稚）
- 日生劇場 王様と私（王子）
- おむすびシアターBARシモキタ 朗読イベント

### テレビアニメ
1978年
- 宇宙戦艦ヤマト2（子供A）

1979年
- がんばれ!ぼくらのヒットエンドラン（ひろみ）
- シートン動物記 りすのバナー（少年）
- まえがみ太郎（まえがみ太郎）

1980年
- キャプテン（牧野）
- 伝説巨神イデオン（1980年 - 1981年、アフタ・デク）

1981年
- どんべえ物語

1982年
- さすがの猿飛（4月バカ団のボス）
- 15少年漂流記（アイバースン）
- ときめきトゥナイト（徳川一郎）
- 南の虹のルーシー（ベン・ポップル）

1983年
- 魔法の天使クリィミーマミ（1983年 - 1984年、友人 他）

1987年
- アニメ三銃士（1987年 - 1988年、ダルタニャン）

1989年
- 魔動王グランゾート（1989年 - 1990年、ガス山本）

1990年
- 昆虫物語 みなしごハッチ（ジル）
- 魔法のエンジェルスイートミント（アッチ、マイク、ヤン）

1991年
- 新世紀GPXサイバーフォーミュラ（角良平）

### OVA
- 魔動王グランゾート 最後のマジカル大戦（1990年、ガス）
- CBキャラ 永井豪ワールド（1991年、逞馬竜[11]）
- 新世紀GPXサイバーフォーミュラ 11（1992年 - 1993年、角良平[12]）
- 魔動王グランゾート 冒険編（1992年、ガス）
- 新世紀GPXサイバーフォーミュラ ZERO（1994年、角良平[13]）
- 鉄腕バーディー（1996年）

### 劇場アニメ
- 伝説巨神イデオン 接触編 / 発動編（1982年、デク） - 前後編
- 陽あたり良好! KA・SU・MI 夢の中に君がいた（1988年、中岡誠）
- アニメ三銃士 アラミスの冒険（1989年、ダルタニャン[14]）

### ゲーム
- スーパーロボット大戦DD（2021年 - 2023年、ガス山本[15]）

### カセットブック
- そして春風にささやいて（1989年、山下清彦[11]）
- 魔動王グランゾート（1990年、ガス）

### 吹き替え

#### 洋画
- ある愛の詩
- インディ・ジョーンズ/魔宮の伝説（独房の少年）
- サウンド・オブ・ミュージック（フリードリッヒ）
- シェーン（ジョーイ） ※テレビ朝日版
- 処刑教室
- スウォーム（ポール）※テレビ朝日版
- 007 ダイヤモンドは永遠に（少年） ※TBS旧録版
- チキ・チキ・バン・バン（ジェレミー）
- ドラブル
- ふたりの天使（ルイス）
- ファンタズム（マイク）
- ミクロキッズ（ラス・トンプソン）
- ミュータント・タートルズ2（キーノ）※ソフト版
- リトル・ロマンス（ダニエル）
- 惑星アドベンチャー スペース・モンスター襲来!（デビット）
- ワンス・アポン・ア・タイム・イン・アメリカ（ヌードルス〈少年時代〉）

#### 海外ドラマ
- 素晴らしき日々（ウェイン・アーノルド）
- 大草原の小さな家（ソロモン）

### CM
- 藍澤證券「フィールドは地球」（ナレーション[11]）
- カゴメ
- パンピー食品
- 日立
- 松下電器
- マルちゃん
- ロッテ